# HDAC4
L'HDAC4 est une histone désacétylase. Son gène est le HDAC4 situé sur le chromosome 2 humain.

## Rôles
Elle appartient à la classe II des histones désacétylases.
La protéine est phophorylée par le CaMKII qui en modifie l'activité, entraînant par exemple une hypertrophie des cardiomyocytes. Elle contrôle également la prolifération et la migration des cellules musculaires lisses contribuant ainsi à la genèse d'une hypertension artérielle.
Elle régule l'autophagie induite par l'angiotensine 2. 